# W (metro de Nueva York)
La W Broadway Local (línea W local Broadway) es un servicio de la división B del metro de la ciudad de Nueva York. Las señales de las estaciones, el mapa del metro de Nueva York, y los letreros digitales estaban pintados en color amarillo, ya que representa el color de la línea Broadway que pasa por Midtown Manhattan.
El servicio W, que operaba todos los días (menos sábados y domingos) desde las 6:00 a. m. hasta las 9:30 p. m. (6:00 a 21:50) como un servicio completamente local entre Astoria-Ditmars Boulevard en Queens hacia la calle Whitehall–South Ferry el Bajo Manhattan. Los primeros tres trenes de la mañana, empezaban a operar en Gravesend-Calle 86 y los tres últimos trenes de la noche continuaban su servicio hacia Kings Highway. Estos viajes operaban como ruta local en Brooklyn. El servicio pasaba bajo el río Este en el túnel de la Calle 63.
La flota del servicio W consiste principalmente de vagones modelo R68, R68A y vagones R160. Antes de 2010, La flota del servicio W ocasionalmente se veían en el servicio vagones R40 y R40M, ya que la mayoría de ellos se fueron desplazado hacia el servicio B.

## Historia del servicio

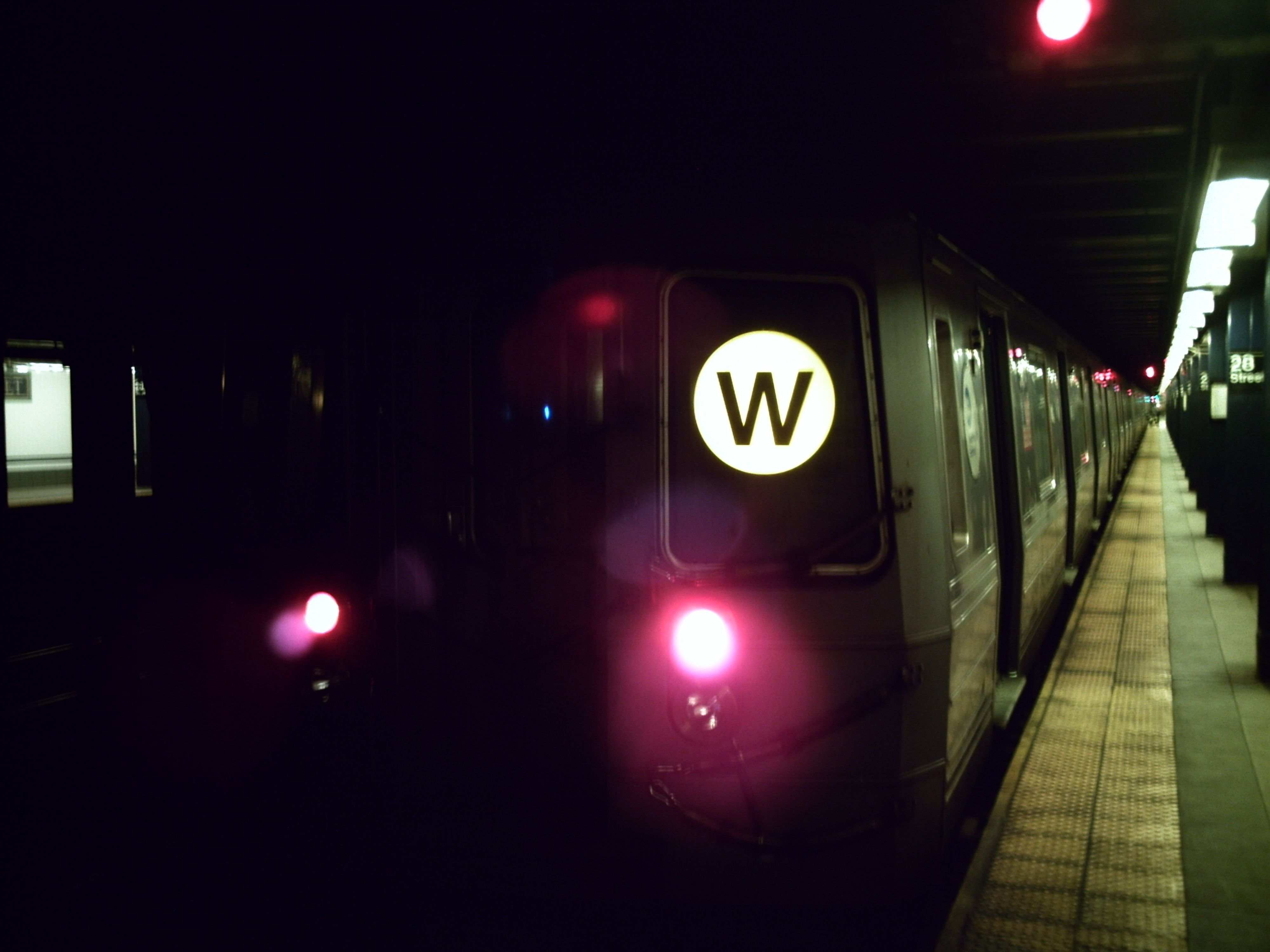
Tren W con rumbo a la calle Whitehall- modelo R68As en la calle 28.

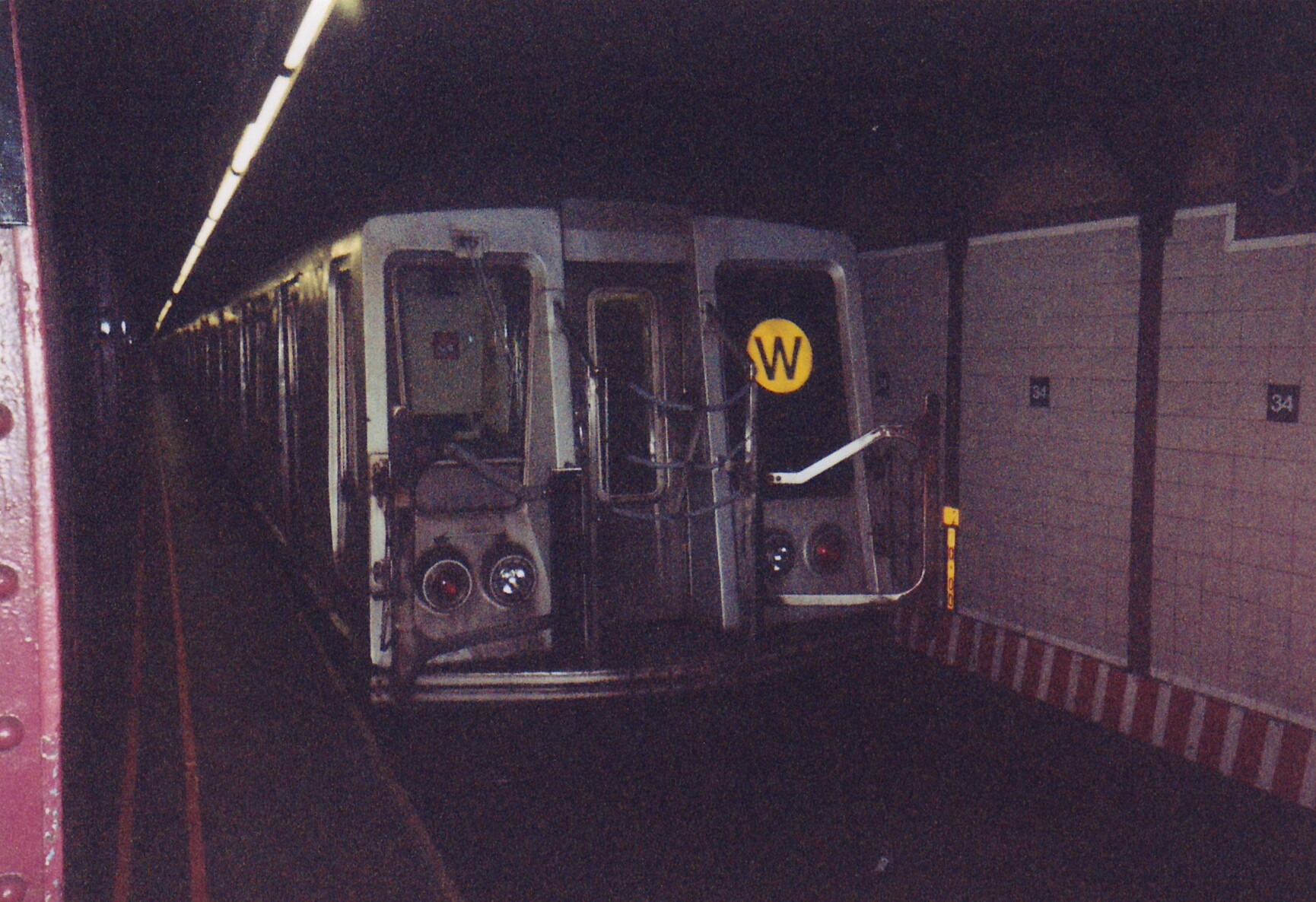
Tren W con rumbo a Queens- modelo R40s en la calle 34-Herald Square.

El servicio W fue introducido el 22 de julio de 2001, cuando las vías norte del puente de Manhattan fueron cerradas para su reconstrucción. El servicio B había operado como ruta completa desde Coney Island–Avenida Stillwell hacia Manhattan vía la línea West End y las vías norte en la línea de la Sexta Avenida, pero tuvo que ser dividida en el 2001. Una escisión similar se había hecho desde 1986 - 1988, cuando parte de la orange diamond B operaba sOlo al norte de la calle 34, y en tiempo completo la (aunque solo por las noches en Brooklyn) "yellow B" operó desde Coney Island a través del extremo sur del puente y terminaba en la línea Broadway dentro de Queens. Este patrón antiguo fue efectivamente restaurado en el 2001, pero en vez de tener dos servicios B, el servicio de Brooklyn se convirtió en el servicio W. Esta ruta empezó en Coney Island y operó hasta la línea West End (local), línea de la Cuarta Avenida (expresa), vías sur del puente de Manhattan, línea Broadway (expresa, cambiando a local para la calle 49), y la línea Astoria (expresa durante horas pico en las vías congestionadas) hacia Ditmars Boulevard–Astoria. El servicio de la tarde termina en la calle 57 en Manhattan (usando las vías expresas y sin pasar por la calle 49a), el servicio nocturno en la calle 36 en Brooklyn, y el servicio de fin de semana en la avenida Atlantic–Calle Pacific en Brooklyn.
Después de los ataques del 11 de septiembre de 2001, el servicio N fue suspendido. Los trenes del servicio W operan todo el tiempo entre Ditmars Boulevard y Coney Island. Hacia todas las paradas locales excepto en Brooklyn al norte de la calle 36. Durante el servicio nocturno, operaba en dos secciones, entre Ditmars Boulevard y la calle 34th (salteándose la calle 49 en dirección norte), y en Brooklyn entre la calle 36 y Coney Island. El servicio normal fue restablecido el 28 de octubre.
El servicio expreso de Astoria, era tan impopular con los residentes, tuvo que ser suspendida el 15 de enero de 2002; durante ese tiempo, el servicio de la tarde fue extendido desde la calle 57 hasta Astoria.
Cuando toda la estación Coney Island-Avenida Stillwell fue cerrada para su construcción, el servicio W se convirtió en un servicio completo en Coney Island-Astoria. Los servicios nocturnos y de días de fines de semana fue enviado vía el túnel de la calle Montague y las vías locales local de las líneas de la Cuarta Avenida y Broadway; el servicio N fue cortado de nuevo en Brooklyn en esos horarios.
Cuando todas las cuatro vías del puente de Manhattan fueron restauradas el 22 de febrero de 2004, el servicio W a su patrón de servicio actual, que era los días de semana como ruta local entre Calle Whitehall–South Ferry y Queens. La parte de Brooklyn del servicio W fue reemplazado por servicio D, en la que fue extendida hacia el extremo norte del puente y bajo la línea West End.
El 24 de marzo de 2010, la Junta de la Autoridad Metropolitana del Transporte hizo público que, debido a los problemas presupuestarios a que se enfrenta la agencia, y tras las preceptivas audiencias públicas, se aprobaron una serie de recortes de servicios en todas las agencias de transporte bajo mandato de la Autoridad, que entrarían en vigor el siguiente domingo 27 de junio de 2010. Puesto que la línea W funcionaba solo en días de semana, su último día de operación efectivo fue el viernes 25 de junio. Este servicio fue sustituido por las líneas N, Q y R en Manhattan y el Q en Astoria, Queens.
En julio de 2015, la MTA anunció que estaba considerando restaurar la W en su modelo de servicio 2004-2010 una vez que se abra la primera fase del Subway de la Segunda Avenida. El 23 de mayo de 2016, la MTA anunció que había decidido restaurar el W. Como según el plan, el 7 de noviembre de 2016, la ruta W fue restaurada como parte de la apertura si el metro de la Segunda Avenida.

## Estaciones
| Leyenda de la estación de servicio                       | Leyenda de la estación de servicio                       |
| -------------------------------------------------------- | -------------------------------------------------------- |
| Hace paradas todo el tiempo                              | Paradas todo el tiempo                                   |
| Hace paradas todo el tiempo                              | Paradas todo el tiempo excepto a altas horas de la noche |
| Hace paradas sólo en la noche                            | Paradas sólo en la noche                                 |
| Hace paradas en las noches y días de semanas             | Paradas sólo en la noche y fin de semanas                |
| Hace paradas sólo los días de semana                     | Paradas en días de semana                                |
| Hace paradas sólo en horas pico                          | Paradas sólo en horas pico                               |
| Hace paradas en horas pico en direcciones congestionadas | Paradas horas pico o vías congestionadas                 |
| Estación cerrada                                         | Estación cerrada                                         |
| Detalles del periodo de tiempo                           |                                                          |

| Servicio 7                           | Estación                            | Acceso para discapacitados | Transferencias | Conexiones y notas                                                               |
| ------------------------------------ | ----------------------------------- | -------------------------- | --- | -------------------------------------------------------------------------------- |
| Queens                               |                                     |                            | |                                                                                  |
| Hace paradas sólo los días de semana | Astoria-Ditmars Boulevard           |                            | N |                                                                                  |
| Hace paradas sólo los días de semana | Astoria Boulevard-Hoyt Avenue       |                            | N | Bus M60 hacia el Aeropuerto LaGuardia                                            |
| Hace paradas sólo los días de semana | 30th Avenue-Grand Avenue            |                            | N |                                                                                  |
| Hace paradas sólo los días de semana | Broadway                            |                            | N |                                                                                  |
| Hace paradas sólo los días de semana | 36th Avenue-Washington Avenue       |                            | N |                                                                                  |
| Hace paradas sólo los días de semana | 39th Avenue-Beebe Avenue            |                            | N |                                                                                  |
| Hace paradas sólo los días de semana | Queensboro Plaza                    |                            | N 7 <7> (IRT Flushing Line) |                                                                                  |
| Manhattan                            |                                     |                            | |                                                                                  |
| Hace paradas sólo los días de semana | Lexington Avenue-59th Street        |                            | N Q R 4 5 6 <6> (IRT Lexington Avenue Line) F (IND 63rd Street Line en Lexington Avenue; transferencia solo con la MetroCard)                      | Roosevelt Island Tramway                                                         |
| Hace paradas sólo los días de semana | 5th Avenue-59th Street              |                            | N Q R |                                                                                  |
| Hace paradas sólo los días de semana | Midtown-57th Street/7th Avenue      |                            | N Q R |                                                                                  |
| Hace paradas sólo los días de semana | 49th Street                         | Acceso para discapacitados | N Q R | La estación tiene accesibilidad para discapacitados en dirección norte solamente |
| Hace paradas sólo los días de semana | Times Square–42nd Street            | Acceso para discapacitados | N Q R 1 2 3 (IRT Broadway–Seventh Avenue Line) 7 <7> (IRT Flushing Line) A C E (IND Eighth Avenue Line en 42nd Street–Port Authority Bus Terminal) | Port Authority Bus Terminal                                                      |
| Hace paradas sólo los días de semana | 34th Street–Herald Square           | Acceso para discapacitados | N Q R B D F M (IND Sixth Avenue Line) | PATH en 33rd Street Amtrak, LIRR, NJ Transit en la estación Pennsylvania         |
| Hace paradas sólo los días de semana | 28th Street                         |                            | N R |                                                                                  |
| Hace paradas sólo los días de semana | 23rd Street                         |                            | N R |                                                                                  |
| Hace paradas sólo los días de semana | 14th Street–Union Square            | Acceso para discapacitados | N Q R L (BMT Canarsie Line) 4 5 6 <6> (IRT Lexington Avenue Line)                                                                                  |                                                                                  |
| Hace paradas sólo los días de semana | 8th Street-New York University      |                            | N R |                                                                                  |
| Hace paradas sólo los días de semana | Prince Street                       |                            | N R |                                                                                  |
| Hace paradas sólo los días de semana | Canal Street                        |                            | N Q R 4 6 <6> (IRT Lexington Avenue Line) J Z (BMT Nassau Street Line)                                                                             |                                                                                  |
| Hace paradas sólo los días de semana | City Hall                           |                            | R |                                                                                  |
| Hace paradas sólo los días de semana | Cortlandt Street-World Trade Center | Acceso para discapacitados | R |                                                                                  |
| Hace paradas sólo los días de semana | Rector Street                       |                            | R |                                                                                  |
| Hace paradas sólo los días de semana | Whitehall Street–South Ferry        |                            | R 1 (IRT Broadway-Seventh Avenue Line) | Staten Island Ferry en South Ferry                                               |